# Ciccaba virgata
Ciccaba virgata là một loài chim trong họ Strigidae.
Loài cú này sinh sống ở Trung và Nam Mỹ, từ México đến Brasil và Argentina.